# Гельбиг, Вольфганг
Вольфганг Гельбиг (нем. Wolfgang Helbig; 2 февраля 1839, Дрезден — 6 октября 1915, Рим) — немецкий антиковед, археолог и арт-дилер, проведший большую часть своей жизни в Италии.

## Биография и деятельность
Родился и учился в Дрездене, затем в университетах Гёттингена и Бонна, где изучал классическую филологию и археологию. Как стипендиат Германского археологического института провёл два года в Риме.
Много путешествовал по Италии, Франции, Греции, был в северной Африке и России. Женился на русской княгине и пианистке, ученице Листа — Надежде Дмитриевне Шаховской (1847—1922), дочери княгини Н. Б. Шаховской. Чета проживала в Риме, где супруг исполнял должность второго секретаря Германского археологического института и был профессором в университете, комиссаром на археологических раскопках в южной Этрурии, членом Академия деи Линчеи.

## Издания
Главные труды:
- «Wandgemälde der vom Vesuv verschütteten Städte» (Лейпциг, 1864);
- «Untersuchungen über die kampanische Wandmalerei» (1873);
- «Die Italiker in der Po-Ebene» (1879);
- «Das homerische Epos aus den Denkmälern erläutert» (Лейпциг, 1884—87);
- «Die Kampanische Wandmalerei»;
- «Altital. Kultur- und Kunstegeschiche» (1879).